# بالکم ایلینوی
بالکم ایلینوی (به انگلیسی: Balcom) یک منطقهٔ مسکونی در ایالات متحده آمریکا است که در شهرستان یونیون، ایلینوی واقع شده‌است. بالکم ایلینوی ۱۵۲٫۱ متر بالاتر از سطح دریا واقع شده‌است.